# 竹叶柴胡
竹叶柴胡（学名：Bupleurum marginatum）为伞形科柴胡属的植物。分布在尼泊尔、印度以及中国大陆的南部、西南、中部等地，生长于海拔750米至2,300米的地区，见于山坡草地以及林下，目前已由人工引种栽培。

## 别名
紫柴胡（宜昌）、竹叶防风（昆明）

## 异名
- Bupleurum marginatum Wall. ex DC. var. minutum X. F. Zhang
- Bupleurum marginatum Wall. ex DC. var. stenophyllum (Wolff) Shan et Y. Li